# Värvet

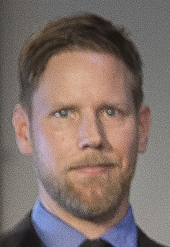
Kristoffer Triumf 2013.

Värvet är ett prisbelönt svensk poddradioprogram, skapad av Kristoffer Triumf, och från början inspelad i hans ateljé i Vällingby. Podden består av timslånga avsnitt där Triumf intervjuar svenska personligheter inom främst nöje och media.

## Historia
Podden startade i mars 2012 och inledningsvis fanns ett visst fokus på att intervjua komiker. Triumf inspirerades av den amerikanska poddradioprogrammet WTF with Marc Maron och hade från början en tanke om att den övergripande tematiken skulle vara avundssjuka. 

### Takshow
Programmet Värvet blev sommaren 2013 en talkshow, med namnet "Takshow", under fem onsdagskvällar med start den 26 juni. Kristoffer Triumf gjorde då sina intervjuer med gäster på taket till Kulturhuset. Intervjuerna från Takshow lades i efterhand ut som avsnitt av Värvet.

### Värvet International
Sommaren 2014 började Värvet International sändas parallellt med de vanliga avsnitten.

## Priser och mottagande
Triumf vann pris för Värvet som Årets Skrattstock på Svenska Stand up-galan 2012. Värvet fick också pris vid Svenska poddradiogalan 2012 som bästa amatörkanal. 2013 nominerades Kristoffer Triumf till Stora journalistpriset i kategorin "Årets förnyare" för sitt arbete med Värvet.
Enligt Sveriges Radios Studio ett kan några av förklaringarna till poddradioprogrammets framgång vara behovet av längre samtal som en motvikt till begränsade, mediala hårdvinklingar och snutteintervjuer.
Enligt tidningen Metro är Värvet Skandinaviens största intervjuprogram (maj 2013).
I Orvestos undersökning 2016 var Värvet (tillsammans med Alex & Sigges podcast) den näst mest lyssnade poddradioprogrammet i Sverige med omkring 200 000 lyssnare varje månad. 2019 har programmet 86 000 lyssnare i veckan.

## Avsnitt
- Lista över avsnitt av Värvet